# Scutovertex subspinipes
Scutovertex subspinipes är en kvalsterart som beskrevs av Balogh 1959. Scutovertex subspinipes ingår i släktet Scutovertex och familjen Scutoverticidae. Inga underarter finns listade i Catalogue of Life.